# ریسمان کیهانی
ریسمان‌های کیهانی (Cosmic Strings)، نقص‌های توپولوژیکی یک بعدی هستند که ممکن است طی گذار فاز تقارن-شکن در جهان اولیه شکل گرفته باشد، زمانی که توپولوژی منیفلد خلأ همراه با این شکست تقارن همبند ساده نبود. وجود چنین ریسمان‌هایی اولین بار توسط فیزیکدان نظری، تام کیبل در دهه ۱۹۷۰ میلادی فرضیه‌سازی شدند.
تشکیل ریسمان‌های کیهانی تا حدی شبیه نقص‌هایی است که بین دانه‌های بلوری در مایعات در حال انجماد یا شکاف‌هایی که هنگام انجماد آب به یخ تشکیل می‌گردند. گذارهای فازی که منجر به تولید ریسمان‌های کیهانی می‌شوند احتمالاً طی اولین لحظات تکامل جهان درست پس از تورم کیهانی رخ داده و تا حدی به‌طور عام در هردوی مدل‌های نظریه میدان‌های کوانتومی و نظریه ریسمان‌ها در جهان اولیه پیش‌بینی شده‌اند.

## نظریاتی که حاوی ریسمان‌های کیهانی‌اند
در نظریه ریسمان‌ها، ریسمان‌هایی که می‌توانند نقش ریسمان‌های کیهانی را ایفا کنند از این قرارند: ریسمان‌های بنیادین (یا F-ریسمان‌ها) که خود نظریه اختلال را تعریف می‌کنند، D-ریسمان‌ها که از طریق ضعیف-قوی یا به اصطلاح S-دوگانی به F-ریسمان‌ها مرتبط می‌شوند، سایر D-‏ NS- یا M-برین‌هایی که تا حدی حول چرخه‌های فشردهٔ وابسته به ابعاد اضافه فضا-زمان پیچیده شده‌اند، چنان‌که تنها یک بعد غیر-فشرده باقی می‌ماند.
از مثال‌های نمونه‌ای برای نظریه میدان‌های کوانتومی، مدل آبلی هیگز است. انتظار می‌رود که نظریه میدان‌های کوانتومی و ریسمان‌های کیهانی نظریه ریسمان‌ها دارای خواص مشترک بسیاری باشند، اما تحقیقات بیشتری جهت تعیین ویژگی‌های متمایز دقیق آن‌ها نیاز است. به عنوان مثال F-ریسمان‌ها کاملاً ماهیت مکانیک کوانتومی داشته و تعریف کلاسیکی ندارند، در حالیکه با ریسمان‌های کیهانی نظریه میدانی تقریباً رفتار منحصراً کلاسیکی وجود دارد.

## ارتباط با نظریه ریسمان‌ها
طی روزهای اولیهٔ نظریه ریسمان‌ها، هم نظریه‌پردازان نظریه ریسمان‌ها و هم نظریه پردازان ریسمان‌های کیهانی بر این عقیده بودند که ارتباط مستقیمی بین ابرریسمان‌ها و ریسمان‌های کیهانی وجود ندارد (نام آن‌ها به صورت مستقل و به دلیل شباهتشان با ریسمان‌های عادی انتخاب شده بودند). این احتمال که ریسمان‌های کیهانی اوایل تشکیل جهان ایجاد شده باشند در ابتدا توسط نظریه‌پرداز کوانتومی تام کیبل در ۱۹۷۶ میلادی رؤیاپردازی شده و این مسئله موجب جوانه زدن ناگهانی علاقه‌مندی‌ها در این حوزه گشت. در ۱۹۸۵ میلادی، طی اولین انقلاب ابرریسمانی، ادوارد ویتن در رابطه با احتمال تولید ابرریسمان‌های بنیادی در لحظات اولیه جهان و گسترش آن به مقیاس‌های میکروسکوپی جهان فکر می‌کرد، که در این صورت (در نتیجهٔ نامگذاری تام کیبل) باید به آن‌ها ابرریسمان‌های کیهانی گفته می‌شد.